# Palamós CF
Der Palamós Club de Futbol ist ein spanischer Fußballverein aus der katalanischen Küstenstadt Palamós.
Der Verein wurde 1898 als Palamós Foot-Ball Club von Gaspar Matas i Danés gegründet, der den Fußballsport als Student in England kennengelernt hatte. Damit ist Palamós CF der älteste Fußballklub in Katalonien.
Der Verein änderte seinen Namen mehrere Male. So wurde er 1926 in Palamós Sport Club, 1941 in Palamós Club de Futbol und 1954 in  Palamós Sociedad Cultural umbenannt. 1974 wurde der heutige Name Palamós Club de Futbol wieder eingeführt.

## Erfolge
- 1× Copa Catalunya: 1992

## Statistik
- Spielzeiten in der Segunda División: 6
- Spielzeiten in der Segunda División B: 4
- Spielzeiten in der Tercera División: 20

Stand: nach der Saison 2018/19

## Bekannte ehemalige Spieler
- Antoni Lima